# Evelyn Pierrepont, 2. Duke of Kingston upon Hull

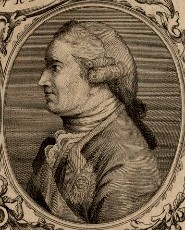
Zeichnung von Evelyn Pierrepont

Evelyn Pierrepont, 2. Duke of Kingston upon Hull KG (* 1711; † 23. September 1773 in Bath), war ein britischer Peer und General.

## Leben
Er war der einzige Sohn des William Pierrepont, Earl of Kingston (1692–1713) aus dessen Ehe mit Rachel Baynton (1695–1722). Sein Vater war der einzige Sohn des Evelyn Pierrepont, 1. Duke of Kingston upon Hull (1665–1726). Da sein Vater bereits 1713 gestorben war, erbte er 1726 die Adelstitel seines Großvaters als 2. Duke of Kingston upon Hull, 2. Marquess of Dorchester, 6. Earl of Kingston-upon-Hull, 6. Viscount Newark und 6. Baron Pierrepont, sowie dessen umfangreiche Ländereien einschließlich des Familiensitzes Thoresby Hall in Nottinghamshire.
Er besuchte 1725 das Eton College und unternahm ab 1726 eine ausgiebige Grand Tour durch Kontinentaleuropa. Aus Frankreich brachte er 1736 seine Mätresse Marie-Thérèse de Fontaine de la Touche mit, die als britische Untertanin naturalisiert wurde und mit der er bis 1750 zusammenlebte.
Am 1. Juni 1733 nahm er erstmals an einer Sitzung des House of Lords teil. Er beteiligte sich kaum an parlamentarischen Debatten und es sind keine Parlamentsreden von ihm überliefert.
Von 1738 bis 1744 hatte er das Hofamt des Master of the Staghounds inne. Im März 1741 wurde er als Knight Companion in den Hosenbandorden aufgenommen und erhielt im selben Jahr das Hofamt eines Lord of the Bedchamber.
Anlässlich des Jakobitenaufstands von 1745 stelle er auf eigene Kosten aus Freiwilligen ein Husarenregiment auf, dessen Colonel er im Oktober 1745 wurde und das nach ihm Kingston’s Regiment of Light Horse genannt wurde. Das Regiment zeichnete sich insbesondere in der Schlacht bei Culloden im April 1746 und der anschließenden Verfolgung der geschlagenen Jakobiten aus, woraufhin Prinz William Augustus, Duke of Cumberland, als das Regiment nach Ende des Konfliktes im September 1746 aufgelöst wurde, nahezu alle Soldaten des Regiments ins Cumberland’s Regiment of Light Dragoons übernahm. In der British Army wurde Pierrepont 1753 zum Major-General, 1759 zum Lieutenant-General und 1772 zum General befördert.
Bei der Krönung König Georgs III. in September 1761 fungierte er als Träger des St.-Edwards-Stabs. 1763 wurde er zum Lord Lieutenant von Nottinghamshire und Steward von Sherwood Forest ernannt. Er legte beide Ämter 1765 nieder.
Am 8. März 1769 heiratete er in London seine langjährige Geliebte Elizabeth Chudleigh (1720–1788), Maid of Honour der Augusta, Princess of Wales. Sie war bereits Gattin des späteren Admirals und 3. Earl of Bristol, Hon. Augustus Hervey, hatte diesen Umstand aber lange verheimlicht und einen Monat vor der Heirat vor Gericht abgestritten.
Er starb kinderlos am 23. September 1773, woraufhin alle seine Adelstitel erloschen. Er wurde in Holme-Pierrepont, Nottinghamshire, begraben. Seine Besitzungen erbte zunächst seine Witwe. Das Erbe wurde von seinem Neffen Charles Medows, dem ältesten Sohn seiner Schwester, angefochten, der die Witwe 1776 unter großem öffentlichen Skandal wegen Bigamie verurteilen ließ, da deren erste Ehe nie formell korrekt geschieden worden war. Beim Tod der Witwe fielen die Besitzungen 1788 schließlich Charles Medows zu, der seinen Familiennamen zu „Pierrepont“ änderte, dem 1796 die Titel Viscount Newark und Baron Pierrepont neuverliehen wurden und der schließlich 1806 zum Earl Manvers erhoben wurde.